# Albert Haas
Pour les articles homonymes, voir Haas.
Albert Haas (orthographié aussi Haasz), né le 27 octobre 1911 à Zalalövő (Hongrie) et mort le 12 août 1997 à New York, est un résistant, médecin et écrivain français d'origine hongroise.

## Biographie

### Action dans la Résistance
Après la défaite de la bataille de France, Haas et sa femme, Sonja Haas, fuient en Angleterre. Recruté par les Forces françaises libres du général de Gaulle, il est intégré au réseau Marco-Polo en tant qu'agent P2. Après une formation d'espion, il est parachuté en France. Durant un an et demi, il effectue différentes missions d'espionnage. Fin 1942, il est arrêté par la Gestapo. Torturé, il ne parle pas. Il est condamné à mort pour espionnage fin 1943 et est finalement déporté au camp de Dachau.

### Déportation
À Dachau, il officie comme médecin-prisonnier. Il réussit à s'évader mais est repris quelques jours plus tard. Renvoyé à Dachau, il y est de nouveau torturé. Il est ensuite déporté à Flossenburg, Buna, Laurahütte (un sous-camp d' Auschwitz ) et enfin Gusen II. Haas doit notamment sa survie dans les camps au fait que les SS ignorent qu'il est juif, ce qui lui vaut ainsi d'être traité comme un médecin-prisonnier aryen.

### Après la guerre
En 1950, il entre au service de recherche médicale de l'université de New York.

## Distinctions
- Croix de guerre (1947)
- Médaille de la résistance
- Officier de la Légion d'honneur (1979)

## Autobiographie
Après la guerre, Haas écrit ses mémoires :
- Médecin en enfer [« The Doctor and the Damned »]  (trad. de l'anglais par Éléonore Bakhtadzé), Paris, Presses de la Renaissance, 1984, 362 p. (ISBN 2-85616-390-4).